# عملية هارتمان
استئصال المستقيم والقولون السيني (بالإنجليزية: proctosigmoidectomy)‏، أو عملية هارتمان (بالإنجليزية: Hartmann's operation)‏ أو إجراء هارتمان (بالإنجليزية: Hartmann's procedure)‏ هو الاستئصال الجراحي للقولون المستقيم والسيني مع إغلاق جذع القولون المستقيم وتشكيل فغر القولون، تم استخدامه لعلاج سرطان القولون أو التهاب (التهاب المستقيم والقولون السيني،التهاب المستقيم ،التهاب الردب إلخ)،في الوقت الحالي، يقتصر استخدامه على الجراحة الطارئة عندما لا تكون المفاغرة الفورية ممكنًة، أو نادرًا ما يتم استخدامه كرعاية تلطيفية في المرضى الذين يعانون من أورام القولون والمستقيم.
يعد إجراء هارتمان مع فغر القولون النهائي القريب أو فغر اللفائفي هو العملية الأكثر شيوعًا التي يقوم بها الجراحون العامون؛ لإدارة الانسداد الخبيث في القولون البعيد، خلال هذا الإجراء، تتم إزالة الآفة، ويتم إغلاق الأمعاء البعيدة داخل الصفاق، ويتم تحويل الأمعاء القريبة مع وجود فغر.
تشمل مؤشرات هذا الإجراء:
- التهاب الصفاق الموضعي أو المعمم الناتج عن ثقب الأمعاء الثانوي للسرطان.
- الأمعاء القريبة القابلة للحياة والنمو والتي أصيبت، والتي يرى الجراح أنها تمنع حدوث مفاغرة آمنة.
- التهاب الردب المعقد.[2]

استخدام إجراء هارتمان كان في البداية معدل وفيات 8.8 %، حاليًا، يكون معدل الوفيات الإجمالي أقل لكنه يختلف بشكل كبير حسب مؤشر الجراحة، أظهرت إحدى الدراسات عدم وجود فروق ذات دلالة إحصائية في المراضة (معدل الأمراض) أو الوفيات بين الإجراء بالمنظار مقابل إجراء هارتمان المفتوحة.

## أصل التسمية والتاريخ
تم وصف الإجراء لأول مرة في عام 1921 من قبل الجراح الفرنسي هنري ألبرت هارتمان، المقالة الأصلية المكونة من فقرتين باللغة الفرنسية مع ترجمة باللغة الإنجليزية من قبل توماس بيزيير وتعليق حديث متاح، يوصف الإجراء بالتفصيل في كتابه، جراحة المستقيم (بالإنجليزية: Chirurgie du Rectum)‏، الذي نشر في عام 1931 وشكل المجلد 8 من كتابه عمل من الجراحة (بالإنجليزية: Travaux de Chirurgie)‏.